# 薩摩川内市立城上小学校
薩摩川内市立城上小学校（さつませんだいしりつ じょうかみしょうがっこう）は、鹿児島県薩摩川内市城上町にある市立小学校。

## 概要
児童数は2020年4月現在40人が在籍している。

## 歴史
- 1879年（明治12年） - 塚村学校として開校
- 1894年（明治27年） - 城上小学校に改称
- 1807年（明治40年） - 塚村尋常小学校
- 1921年（大正10年） - 高等科を併置し、塚村尋常高等小学校と改称
- 1941年（昭和16年） - 国民学校令施行に伴い、城上国民学校と改称
- 1947年（昭和22年） - 学制改革により高城村立城上小学校と改称
- 1959年（昭和34年） - 高城村が町制施行し、高城町となったのに伴い、高城町立城上小学校に改称
- 1965年（昭和40年） - 高城町が川内市に編入されたのに伴い、川内市立城上小学校に改称
- 2004年（平成16年） - 川内市が新設合併し、薩摩川内市となったのに伴い、薩摩川内市立城上小学校と改称
- 2015年（平成27年） - 薩摩川内市立吉川小学校が閉校したのに伴い、吉川小の旧校区を校区に統合する。

## 通学区域
城上小学校の通学区域は以下の区域が指定されている。
- 城上町

## 進学先中学校
- 薩摩川内市立平成中学校[1]